# Csanádpalota
Csanádpalota város az ország délkeleti csücskében, Csongrád-Csanád vármegye Makói járásában. 2018-as adat szerint lakónépesség és a lakások száma tekintetében is a megye legkisebb városa volt; lakónépesség tekintetében megelőzte a megye összes (nyolc) nagyközsége is, továbbá a Dél-Alföldön is a legkevesebb lakosú város.

## Fekvése
Közvetlenül a román határ mellett fekszik, Makótól mintegy 20 kilométerre keletre. Szomszédai: észak felől Csanádalberti és Pitvaros, északkelet felől Mezőhegyes, dél felől Nagylak, délnyugat felől Kövegy és Magyarcsanád, északnyugat felől pedig Királyhegyes. A legközelebbi szomszédja Kövegy, amely csak 4 kilométerre fekszik tőle. Közeli település még Pitvaros és Nagylak; előbbi 11, utóbbi 10 kilométeres távolságban van.

### Megközelítése
Közúton a település, távolabbi kiindulási pontoktól leginkább a 43-as főúton, illetve az M43-as autópályán közelíthető meg, mivel mindkettő érinti a közigazgatási területét és mindkettőről lehajtási lehetőség is van a központja irányában. A főúttal és az autópálya-csomóponttal is a 4451-es út köti össze a település belterületét, főutcájaként pedig a 4434-es út húzódik végig rajta, északkelet-délnyugati irányban. A romániai Nagylak felé a 44 129-es út vezet a központjából.
A települést a hazai vasútvonalak közül a MÁV 121-es számú Kétegyháza–Újszeged-vasútvonala érinti, melynek egy megállási pontja van itt, Csanádpalota vasútállomás; itt a vonal Újszeged–Mezőhegyes szakaszán közlekedő vonatok szoktak megállni. Az állomás közúti elérését a 44 325-ös számú mellékút biztosítja.
A buszok a település belterületén három helyen állnak meg, tanítási napokon 18 buszjárat indul Makóra. Közülük 9 Szegedig közlekedik.

## Története

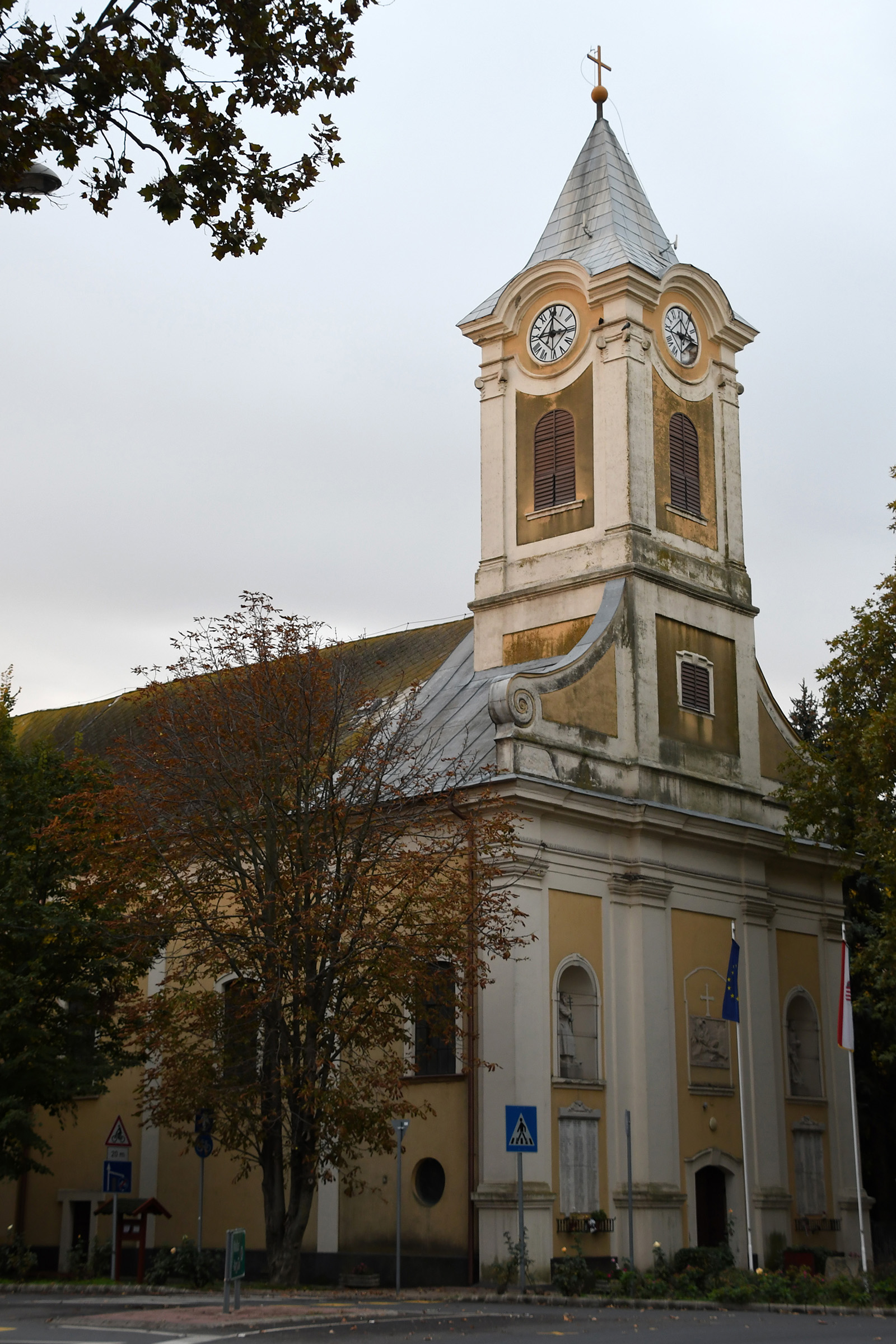
A római katolikus templom

Első írásos emléke 1421-ből származik Palota néven, ekkor a nagylaki Jánki család birtoka volt; nevét földesura díszes udvarházáról kapta. Hat évvel később Luxemburgi Zsigmond Nagymihály Albert dalmát és horvát bánnak adományozta a falut, később a Hunyadiak tulajdona lett. 1552-ben a török hadjárat idején elpusztult.
1562-ben tótokkal népesítették be a kihalt falut, a települést innentől fogva Tótpalota néven jegyezték. Miután Gyula 1566-ban, a ötödik Habsburg-török háborúban elesett, Tótpalota is elnéptelenedett. 1637-ben I. Apafi Mihály erdélyi fejedelem birtokába került; később III. Ferdinánd tulajdona lett - ekkor Mezőpalota volt a  falu neve. 1646-tól újra magyarok lakták a települést. 1649-ben II. Rákóczi György, két évvel később Pálffy Tamás csanádi püspök lett a település birtokosa. 1686-ban a oszmán hadak elpusztították, területe az aradi uradalom része lett.
1750-ben Mária Terézia németeket telepített a faluba, de az új telepesek nem tudtak együtt élni a románokkal és a szerbekkel, ezért elhagyták a települést és elköltöztek a német többségű Perjámosba. Ezáltal a falu ismét kiürült, de a kincstár 1768-ban katolikus magyarokat telepített le. Később Gömör, Nógrád, Heves és Hont vármegyéből magyarok és szlovákok vándoroltak be. 1756-ban már hivatalosan is Csanádpalotának nevezik. Hét évvel később Fekete György országbíró közbenjárásának köszönhetően római katolikus templom épült.
A település a szabályos típusba tartozó dél-alföldi településformájú, a belterület szabályos kiosztását a kamara mérnökei végezték. 1850. december 1-jén került sor határrendezésre, külterületéből két új községet alakítottak, Kövegyet és Királyhegyest.
1857-ben felépült a kétszintes iskola, 1893-ban az óvoda. Ezekkel a fejlesztésekkel párhuzamosan jött létre az első önálló postahivatal és ez idő tájt gördült be az első mozdony is a településre. A dualizmus ideje alatt több középület és téglagyár is épült.
Az első világháború után rövid ideig román megszállás alá került; A trianoni békeszerződés értelmében határának egy részét Romániához csatolták, ugyanakkor megkapta a nagylaki ugar Mezőhegyes felé eső részét. Lakossága a két világháború között gyarapodott, 6000 fő körül mozgott. Szövetkezetek és malmok létesültek. 1924-ig, illetve 1945 és 1950 között Csanád vármegyéhez, 1924-1945 között Csanád, Arad és Torontál k. e. e. vármegyéhez tartozott. 1937-ben bekötötték a faluba a villanyt. A fő munkaadók a Blaskovits uradalom és a nagylaki kendergyár voltak. Ebben az időben települtek a községbe hagymatermesztő gazdák; ők ismertették meg a csanádpalotaiakkal a makói vöröshagyma termelésének módszerét.
A második világháborúnak 165 hősi halottja volt a településen. 1950-ben a Csanádpalotához tartozó Nagykirályhegyest és határát Királyhegyeshez csatolták. A Kádár-korszak alatt a lakosság viszonylagos jólétben élt; a településen határőrs működött.
Csanádpalota önkormányzata a várossá nyilvánításhoz szükséges szükséges pályázatot 2009 januárjában küldte el a regionális államigazgatási hivatalnak. A városi címet 2009. július 1-jén kapta meg. 2010 nyarán elkészült az óvoda új épülete, amely többek között napelemmel működő vízmelegítő rendszerrel is fel van szerelve.

## Közélete

### Polgármesterei
- 1990–1994: Spák Imre (SZDSZ-KDNP)[7]
- 1994–1998: Spák Imre (KDNP-SZDSZ -FKgP)[8]
- 1998–2002: Perneki László (független)[9]
- 2002–2006: Perneki László (független)[10]
- 2006–2010: Kovács Sándor (független)[11]
- 2010–2014: Kovács Sándor (független)[12]
- 2014–2017: Kovács Sándor (független)[13]
- 2017–2019: Nyergesné Kovács Erzsébet (független)[14][15]
- 2019–2022: Dr. Debreczeni István (független)[16]
- 2022–2024: Perneki László (független)[17]
- 2024– : Kovács Gábor (független)[1]

A településen 2017. június 11-én időközi polgármester-választást tartottak, az előző polgármester halála miatt.
Időközi polgármester-választást (és képviselő-testületi választást) kellett tartani a településen 2022. május 8-án is, a képviselő-testület 2020. július 17-én kimondott feloszlása miatt. Az időközit eredetileg még 2020. november 8-ára írták ki, de a koronavírus-járvány kapcsán elrendelt korlátozások miatt azt már nem lehetett megtartani, és a járványügyi veszélyhelyzet feloldásáig újabb választási időpontot sem lehetett kitűzni. A választáson a hivatalban lévő polgármester is elindult, de alulmaradt egyetlen kihívójával szemben.

## Népessége
A település népességének változása:
| Lakosok száma | 2941 | 2879 | 2794 | 2558 | 2546 | 2487 | 2479 |
|               | 2013 | 2014 | 2017 | 2021 | 2022 | 2023 | 2024 |

### Nemzetiségi megoszlás
A város lakosságának 2001-ben 96,1%-a magyar, 0,3%-a cigány, 0,2%-a német, 0,2%-a román, 0,2%-a szlovák, 0,1%-a szlovén volt. A népesség 3,6%-a nem válaszolt, vagy nemzetisége ismeretlen.
A 2011-es népszámlálás során a lakosok 87,3%-a magyarnak, 2,5% cigánynak, 0,4% németnek, 1,3% románnak, 0,3% szerbnek, 0,2% szlováknak mondta magát (12,2% nem nyilatkozott; a kettős identitások miatt a végösszeg nagyobb lehet 100%-nál).
2022-ben a lakosság 86,6%-a vallotta magát magyarnak, 4,8% románnak, 0,8% cigánynak, 0,2% németnek, 0,1-0,1% ruszinnak és szerbnek, 1,1% egyéb, nem hazai nemzetiségűnek (11,3% nem nyilatkozott; a kettős identitások miatt a végösszeg nagyobb lehet 100%-nál).

### Felekezeti megoszlás
Csanádpalota felekezeti megoszlása 2001-ben a következőképpen alakult: 75,2% vallotta magát római katolikusnak, görögkatolikusnak 0,2%, református volt a település lakosságának 4,9%-a, evangélikus 1,5%-a. Más egyházhoz, felekezethez tartozott 1,1%, 10% nem volt vallásos. A lakosság 7,1%-a nem válaszolt, vagy ismeretlen volt a felekezeti megoszlása.
2011-ben a vallási megoszlás a következő volt: római katolikus 54,3%, református 3,8%, evangélikus 0,8%, görögkatolikus 0,4%, felekezeten kívüli 16,4% (22,8% nem nyilatkozott).
2022-ben vallásuk szerint 33,6% volt római katolikus, 2,7% református, 1,5% ortodox, 0,5% evangélikus, 0,5% görög katolikus, 1,1% egyéb keresztény, 0,9% egyéb katolikus, 14,8% felekezeten kívüli (44,2% nem válaszolt).

## Nevezetességei
- Ablonczy László emléktáblája

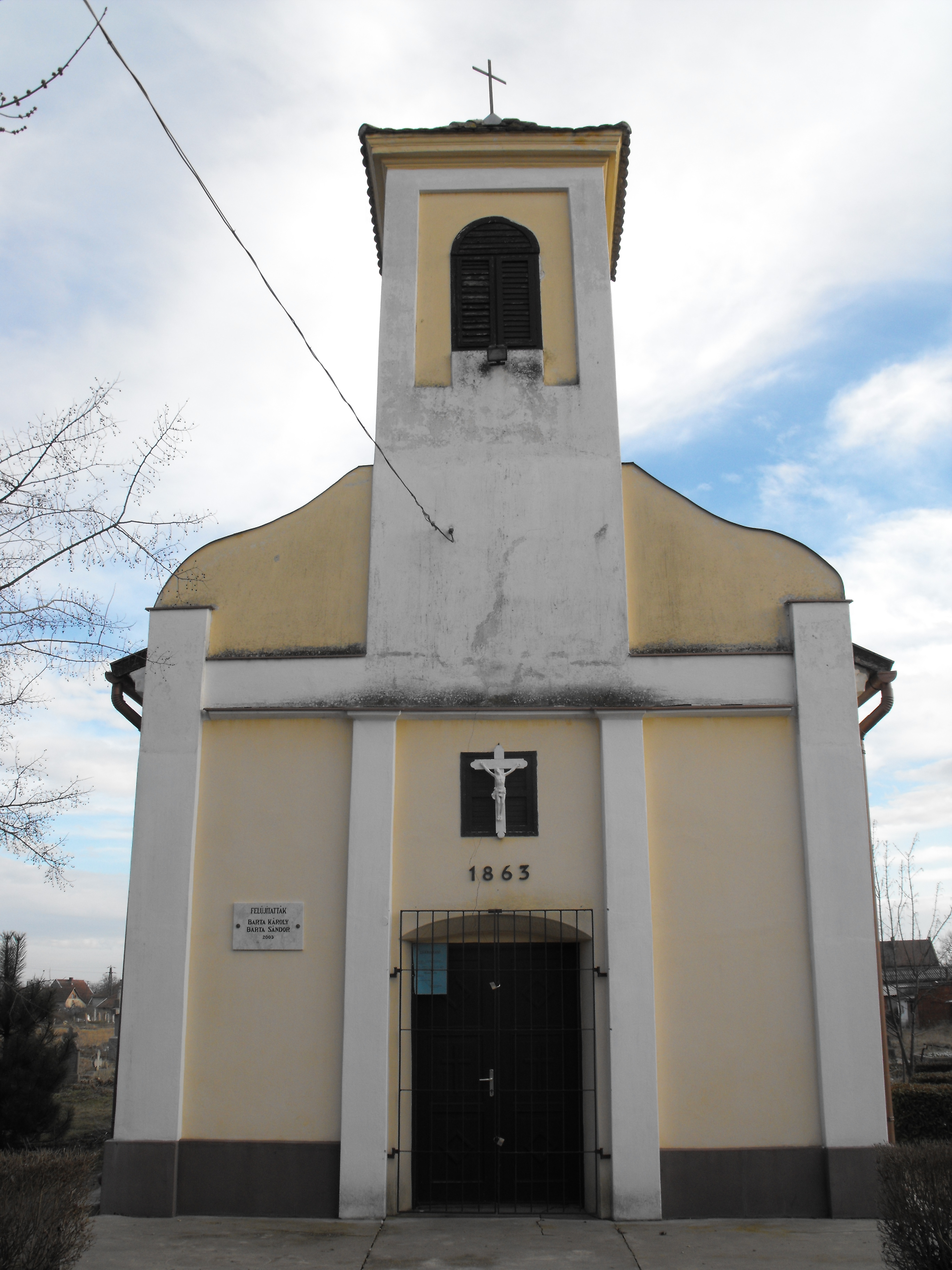
A temetőkápolna

- Csanádi vár köve - Csanád nevű települések találkozója
- Dér István festőművész domborműve
- Az első gázláng emléktáblája
- Felszabadulási és függetlenségi emlékmű
- Hazáért és szabadságért zászlórúd
- Iglódi István emléktáblája
- Kálmány Lajos domborműves emléktáblája
- Kelemen László sírja a római katolikus temető
- Kelemen László szobra a művelődési ház előtt
- Községháza
- Lőcsei Mihály emléktáblája
- Magyar millennium emlékkő
- Második világháborús és 1956-os emlékmű
- Névtelen hősök sírja
- Az önkéntes tűzoltóegyesület emléktáblája
- Római katolikus templom
- Temetőkápolna
- Volt főszolgabírói lakás
- Zellmann-malom romja, egykori ipartörténeti emlék
- Zsidó temető, kiemelt közép-csanádi zsidó épített emlék
- Zsinagóga épülete, átalakítva

## Kultúra és oktatás

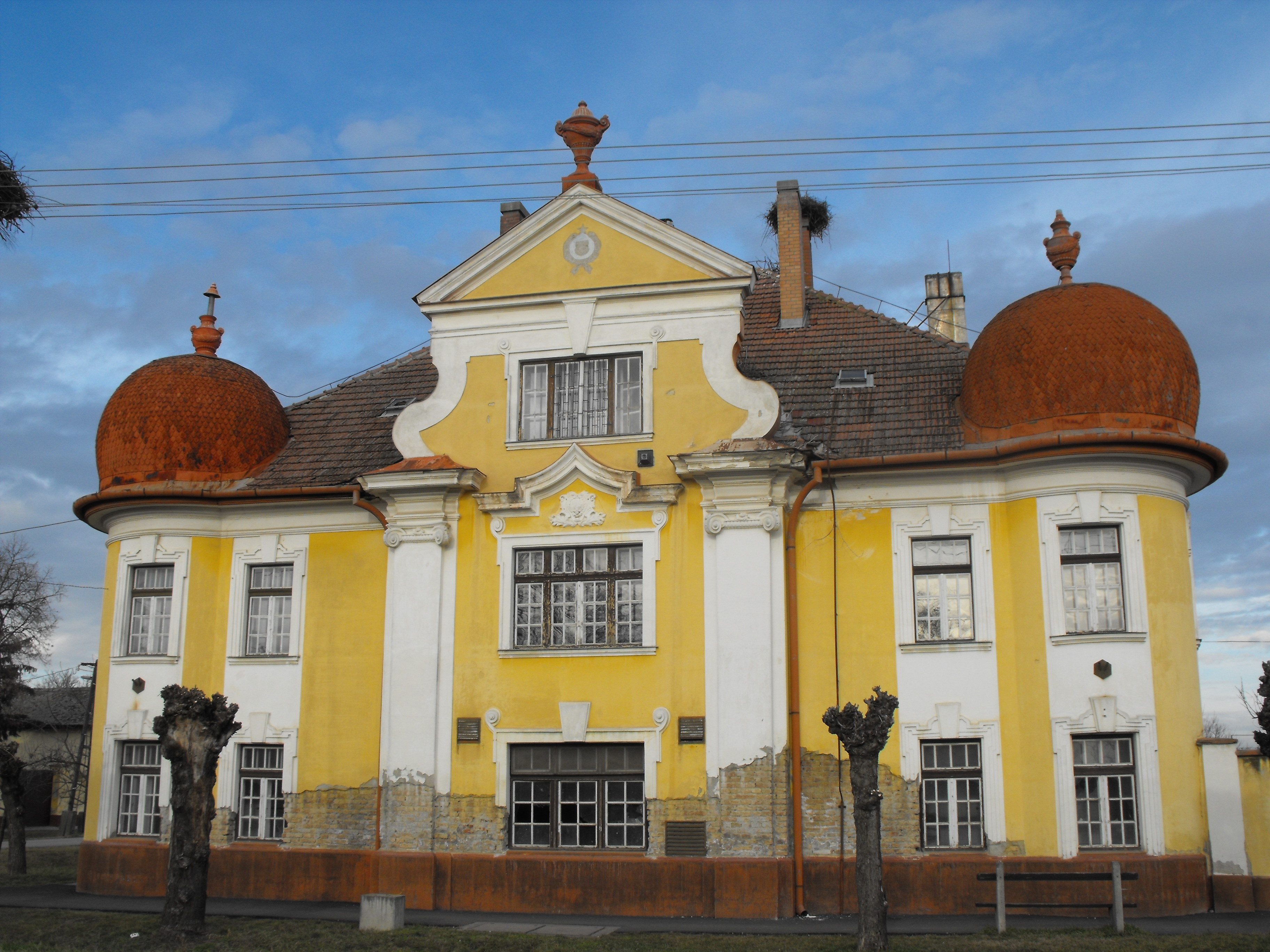
Volt főszolgabírói lakás

A legfiatalabb csanádpalotaiakról a Napsugár Óvoda és Bölcsőde gondoskodik, az alapfokú oktatást a Hódmezővásárhelyi Tankerületi Központ fenntartásában lévő Csanádpalotai Dér István Általános Iskola biztosítja több épületben, a tanulólétszám a 2023/2024-es tanévben 150 fő volt.  Az emeletes központi épületben oktatják a felső tagozatot, és itt látja el munkáját az iskola vezetése is; az alsó tagozat két-két osztállyal a Kálmány Lajos utcai és a Szent István utcai épületben tanul. A központi épület melletti telken 2016-ban felépült az új tornaterem.
1982-ben, a megyében az elsők között számítástechnikai oktatás kezdődött a művelődési házban kiépített szaktanteremben 10 darab, a kor színvonalán kapható Commodore számítógéppel. Ugyanitt nyelvi laboratórium kezdte meg működését.
Az iskolában ezenfelül művészeti oktatás is zajlik, kézműves és sportköri foglalkozásokra járhatnak a gyermekek, valamint zenélni tanulhatnak; a zeneoktatás 1997-98-as tanévben kezdődött a községben. A Csanádpalotai Fúvószenekart Csongrád Megye Alkotói Díjával és a Csanádpalotáért díjjal tüntették ki. Jelenleg a Makói Általános Iskola és Alapfokú Művészeti Iskola telephelyeként lehetőség nyílik néptánc- és zenetanulásra, valamint képzőművészeti foglalkozásra.
1963 és 1967 között önálló Általános Iskola és Gimnázium nappali és levelező tagozata működött Csanádpalotán. Az 1968/69. tanévtől a makói József Attila Gimnáziumnak kihelyezett levelező tagozata vette át a felnőtt oktatást a településen, amely 1980-ig funkcionált. 2006-tól a Juhász Gyula Református Gimnázium kihelyezett tagozata biztosítja a középfokú oktatást.
A Kelemen László Művelődési Házban pályázati és önkormányzati támogatással hoztak létre teleházat; a város 237 négyzetméter alapterületű könyvtára a hétköznapokon kívül szombaton is nyitva tart.

## Híres csanádpalotaiak
- Itt élt Brengarten Henrik, főjegyző
- Itt született Gyenes Dienes András, Petőfi-kutató
- Itt élt Kálmány Lajos, népdal- és népmesegyűjtő
- Itt élt Kelemen László, az első magyar színigazgató
- Itt született Mikulich Tibor, páncélos főhadnagy (1914 - 1960)
- Itt született Halász Tibor matematika–fizika szakos pedagógus, tankönyvíró